# August Elfers

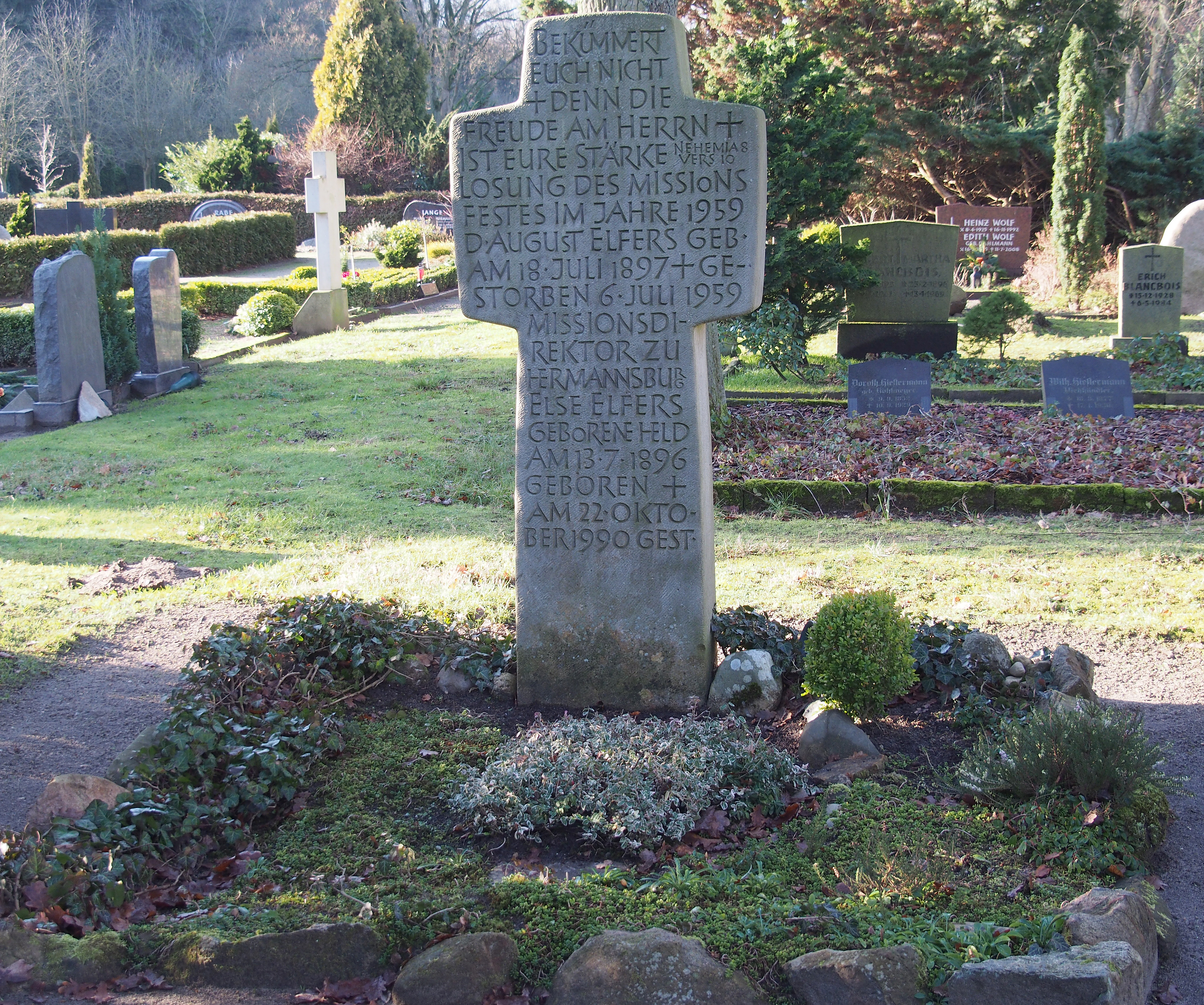
Grabstelle von Elfers auf dem Hermannsburger Friedhof

August Elfers (* 18. Juli 1897 in Himmelpforten; † 6. Juli 1959 in Hannover) war ein deutscher lutherischer Theologe und Missionar.

## Leben
Elfers studierte Theologie und wurde am 1. Januar 1926 ordiniert. Nach vorübergehender Tätigkeit als Hilfspfarrer in Goslar wurde er 1926 Pastor in Wriedel. 1925 wurde er mit der Wahrnehmung der Volksmission in der hannoverschen Landeskirche beauftragt.
Im Kirchenkampf wurde Elfers Mitglied der hannoverschen Bekenntnisgemeinschaft. Von 1935 bis 1937 war er Geschäftsführer des Volksmissionarischen Amtes II  der Hannoverschen Landeskirche. 1938 trat er als Missionsinspektor und Leiter des Missionsseminars in Hermannsburg in den Dienst der Hermannsburger Mission. 1943 wurde er zum Missionsdirektor ernannt.

## Werke
- Auferstehung! Siegesbotschaft vom Leben (Hermannsburg um 1936)
- Daß sich Mensch zum Menschen finde. Tatsachen und Tragik im Rassenproblem Südafrikas (Hermannsburg 1954)
- Bilder aus dem Gallaland (Hermannsburg 1954)
- Pula! Pula! Ein afrikanisches Schicksal (Hermannsburg, 2. Auflage 1956)